# Castor (Schiff, 1977)
Die Castor war ein 1977 in Südkorea gebauter Öltanker.

## Beschreibung
Das Schiff wurde 1977 unter der Baunummer SNA 3003 von der Korea Shipbuilding & Engineering Corporation in Busan, Südkorea, gebaut. Das als Einhüllentanker gebaute Schiff kam als Prima in Fahrt. Seit August 1985 wurde das Schiff – nun als Castor – unter der Flagge Zyperns betrieben.
Der Antrieb erfolgte durch einen Hitachi-Zosen-Dieselmotor mit 8.653 kW Leistung, der auf einen Propeller wirkte. Die Reisegeschwindigkeit des Schiffes betrug 15 kn.
Das Schiff verfügte über acht Laderäume mit jeweils drei Tanks. Das Manifold für die Be- und Entladung des Schiffes befand sich auf Höhe des Laderaums 5. Hier waren zwei Ladebäume installiert, die für die Schlauchübernahme genutzt wurden.
Die Decksaufbauten befanden sich im hinteren Bereich des Schiffes.

## Havarie im Mittelmeer
Im Dezember 2000 befand sich das Schiff mit rund 29.500 t Benzin an Bord im westlichen Mittelmeer auf dem Weg von Constanța in Rumänien nach Lagos in Nigeria. Seit dem 26. Dezember herrschte schlechtes Wetter, teilweise mit Windstärke 10 mit entsprechenden Seegangsbedingungen. In der Nacht vom 30. auf den 31. Dezember, das Schiff befand sich zu dieser Zeit zwischen Spanien und Algerien (⊙), bildeten sich auf Höhe des Laderaums 4 Risse an Deck, die sich fast über die gesamte Schiffsbreite erstreckten. Bei der Havarie wurden die drei Tanks des Laderaums beschädigt. Der Kapitän wollte Nador als Nothafen anlaufen, dies wurde von den marokkanischen Behörden aber untersagt. Daraufhin fuhr das Schiff weiter Richtung Cartagena. Doch auch hier wurde keine Erlaubnis erteilt, den Hafen als Nothafen anzulaufen.
Am 3. Januar 2001 beauftragte die Reederei das griechische Bergungsunternehmen Tsavliris mit der Bergung des Schiffes. Dieses schickte zunächst einen Bergungsschlepper, der sich in der Nähe des Havaristen befand. Der Bergungsschlepper nahm das Schiff an dessen Heck in Schlepp. Hierdurch wurde vermieden, zu große Kräfte auf den Bugbereich auszuüben, die möglicherweise zu weiteren strukturellen Schäden im Bereich der Risse hätten führen können. Außerdem musste so keiner der Besatzungsmitglieder den Bereich der Risse an Deck passieren.
Der Schlepper sollte das Schiff in den Golf von Almería vor der spanischen Küsten schleppen. Dort hätte die Ladung im Schutz der Küste aus dem havarierten Tanker abgepumpt werden sollen. Die spanischen Behörden untersagten dies jedoch und verlangten, wie zuvor schon die marokkanischen Behörden, dass der Schleppzug einen großen Sicherheitsabstand von der spanischen Küste halte. Hierdurch war auch Gibraltar kein möglicher Nothafen mehr und auch andere Mittelmeeranrainerstaaten erteilten keine Erlaubnis für den Schleppverband, die eigenen Küstengewässer anzulaufen. Lediglich Zypern als Flaggenstaat signalisierte die Bereitschaft, dem Schiff einen Nothafen zur Verfügung zu stellen. Zypern war allerdings erst nach einer längeren Schleppreise zu erreichen, bei der die Gefahr des Auseinanderbrechens des Schiffes bestanden hätte.
Aus Sicherheitsgründen verließ die Besatzung den Tanker schließlich am 5. Januar 2001. Zuvor waren die Risse behelfsmäßig mit Zement verschlossen worden.
In der zweiten Kalenderwoche des Jahres wurden die Risse ordentlich abgedichtet. Dabei musste mit äußerster Vorsicht vorgegangen werden, um Funkenbildung zu vermeiden, die eine Explosion des Gasgemisches an Bord hätte auslösen können. Außerdem wurden die Tanks mit Inertgas gefüllt, um die Bildung explosiver Gasgemische zu vermeiden.
Am 21. Januar gelang es schließlich, den Inhalt der beschädigten Tanks 4 auf See in einen anderen Tanker umzupumpen. Da Spanien auch weiterhin keine Erlaubnis für das Anlaufen eines Hafens erteilte, setzten sich der Schleppzug und die Begleitschiffe in Richtung Osten in Bewegung. Anfang Februar geriet der Schleppzug, der sich zwischen Malta und Tunesien befand, in einen schweren Sturm. Die tunesischen Behörden erlaubten schließlich, dass der Schleppzug vor Kelibia Schutz suchen konnte. Hier wurden schließlich am 12. Februar auch die übrigen Tanks der Castor leergepumpt. Anschließend wurde das Schiff nach Piräus geschleppt. Dort wurde das Schiff zur Ermittlung der Schadensursache untersucht. Dabei wurde erkannt, dass im Bereich der Risse 1997 ausgetauschte Bleche nicht oder nicht ausreichend beschichtet waren, so dass sie teilweise stark verrostet waren, was unter der Beanspruchung des Schiffes im Seegang schließlich zur Bildung der Risse geführt hatte. Zur Rostbildung beigetragen hatte der Einsatz des Schiffes, das in erster Linie zum Transport von Benzin, das stark korrosiv wirkt, genutzt wurde. Weiterhin dienten die Tanks 4 als Ballasttanks. Durch das Salzwasser wurde die Rostbildung verstärkt. Und schließlich trug auch das Einsatzgebiet des Schiffes, das sich häufig in warmen Klimazonen aufhielt, durch hohe Temperaturen in den Leerräumen der Tanks zur Rostbildung bei.
Das Schiff wurde in Piräus repariert, aber bereits im folgenden Jahr in Alang, Indien, verschrottet.

## Folgen
Die Irrfahrt der Castor im Mittelmeer führte mit zur Verabschiedung der IMO-Resolutionen „A.949(23) Guidelines on places of refuge for ships in need of assistance“ und „A.950(23) Maritime Assistance Services (MAS)“.
Die Türkei nahm die Havarie zum Anlass, Tankschiffe in ihren Hoheitsgewässern stärker zu kontrollieren.